# Segunda acusação constitucional contra Sebastián Piñera
A segunda acusação constitucional contra Sebastián Piñera é um julgamento político aberto com o objetivo de encerrar antecipadamente o segundo mandato de Sebastián Piñera como presidente do Chile. Esse processo inicia-se em 13 de outubro de 2021 com a apresentação da denúncia assinada por 15 deputados, requisito estabelecido pela Constituição de 1980.
A acusação expressa que atos do governo Piñera comprometeram gravemente a honra da Nação e violaram abertamente a Constituição e as leis; em particular, sustenta que infringiu o artigo 8, que se refere ao princípio da probidade, que teria sido violado como resultado das revelações decorrentes do caso Pandora Papers.
É a terceira acusação constitucional apresentada contra um Presidente da República em exercício, após o julgamento político de Carlos Ibáñez del Campo, em 1956, que foi rejeitado pela Câmara dos Deputados, e a acusação anterior contra Piñera realizada no final de 2019 e que foi indeferida.

## Antecedentes
Em 3 de outubro de 2021, ocorreu o escândalo denominado Pandora Papers, no qual o Consórcio Internacional de Jornalistas Investigativos (ICIJ) revelou documentos relacionados a contas offshore de várias personalidades, incluindo o presidente do Chile, Sebastián Piñera. Neste caso, são apresentados documentos que revelaram que a venda da sua participação na companhia mineradora Dominga para Carlos Alberto Délano foi realizada em 2010 nas Ilhas Virgens Britânicas com a condição de que a última das três parcelas da transação estivesse condicionada a que não houvessem mudanças regulatórias que afetassem o desenvolvimento do projeto mineiro e portuário localizado na comuna de La Higuera (Região de Coquimbo). Essas mudanças dependeriam exclusivamente de Piñera, que em 2010 assumiu a presidência da República pela primeira vez.
Em 4 de outubro, Piñera fez uma declaração no Palácio de La Moneda onde negou qualquer participação no caso descrito pelos Pandora Papers, ocasião em que destacou que as informações fornecidas pela reportagem de Ciper e LaBot seriam do conhecimento da justiça chilena em 2017, quando foi decidido encerrar a investigação, uma vez que nenhum crime teria sido configurado naquela época. Em 7 de outubro, o jornal La Tercera revelou que o contrato de compra original de Dominga não havia sido incluído na investigação realizada em 2017.
Depois de várias reuniões entre todas as bancadas parlamentares da oposição — do Partido Comunista ao Partido Democrata Cristão — em 5 de outubro de 2021 foi anunciado que na semana seguinte a acusação constitucional contra Sebastián Piñera seria apresentada formalmente para votação antes das eleições presidenciais, parlamentares e para os conselhos regionais a serem realizadas em 21 de novembro.
Paralelamente à acusação constitucional, em 4 de outubro de 2021, o procurador-geral Jorge Abbott instruiu a Unidade Especializada Anticorrupção a analisar as informações divulgadas relacionadas à venda da Mina Dominga para determinar se merecem ou não a abertura de inquérito criminal. Em 8 de outubro, o Ministério Público Nacional decidiu abrir uma investigação de ofício contra Piñera no caso de venda da mineradora Dominga.